# Оглторп (Џорџија)
Оглторп (Џорџија) (енгл. Oglethorpe) град је у америчкој савезној држави Џорџија. По попису становништва из 2010. у њему је живело 1.328 становника.

## Демографија
Према попису становништва из 2010. у граду је живело 1.328 становника, што је 128 (10,7%) становника више него 2000. године.
| Група             | 2000.       | 2010.       |
| Белци             | 328 (27,3%) | 376 (28,3%) |
| Афроамериканци    | 843 (70,3%) | 894 (67,3%) |
| Азијати           | 9 (0,8%)    | 13 (1,0%)   |
| Хиспаноамериканци | 10 (0,8%)   | 42 (3,2%)   |
| Укупно            | 1.200       | 1.328       |